# Xiaomi Mi 8
Xiaomi Mi8 — смартфон компании Xiaomi, флагман серии Mi, посвященный восьмилетнему юбилею компании.

## Экран
Модель оснащена экраном AMOLED размером 6,21 дюйма с соотношением сторон 18,7:9. Экран поддерживает разрешение 2248х1080 с плотностью пикселей 402 ppi.
У модели присутствует экранная «челочка», но этот внутренний выступ можно спрятать, включив специальный режим отображения, которой затемнит пространство экрана по бокам от выступа.

## Камера
Основная камера Mi 8 набрала в тесте сайта DxoMark 99 баллов.
Основная камера состоит из двух модулей. Первый модуль Sony IMX363, 12 Мп, 6-линзовый объектив, оптическая стабилизация, светосила f/1.8.
Второй модуль Samsung S5K3M3, 12 Мп, размер одного пикселя 1 мкм, телеобъектив, апертура f/2.4, сдвоенная светодиодная вспышка, двукратный оптический зум.
Основная камера поддерживает запись видео в формате с оптической стабилизацией в 4К UHD с разрешением 3840x2160 при 60 или же 30 fps, в формате 1080p можно выбрать такое же количество кадров в секунду: 60 или 30, в формате 720p доступен только 30 fps. Есть AI, выбор из 25 категорий объектов в 206 сценариях.
Фронтальная камера Samsung S5K3T1, 20 Мп, светосила f/2. Также есть поддержка AI.
Функция распознавания лица через фронтальную камеру долгое время была недоступна для европейских пользователей. Включить её было возможно, выбрав регион Китай. По это причине возникли слухи о том, что распознавание лица не работает на европейских лицах. Функция заработала после обновления прошивки до версии MIUI 10.

## Технические характеристики
- Материалы корпуса: стекло, металл (алюминий)
- Операционная система: Android 8.1 с оболочкой MIUI 9.5; обновлено до Android 10.0 с оболочкой  MIUI 12.5.2.0 для китайского варианта, MIUI 12.0.3.0 для глобального варианта и MIUI 12.0.2.0 для русского варианта
- SIM: две nano-SIM (комбинированный слот)
- Экран: диагональ 6,21", разрешение 2248x1080 пикселя (18,7:9), ppi 402
- Процессор: восьмиядерный Qualcomm Snapdragon 845, четыре ядра Kryo 385 Gold 2,8 ГГц и четыре ядра Kryo 385 Silver 1,8 ГГц. Содержит 3 млрд транзисторов.
- Графика: Adreno 630
- Оперативная память: 6/8 ГБ
- Память для хранения данных: 64/128/256 ГБ
- Разъёмы: USB Type-C
- Основная камера: два модуля 12 + 12 Мп, вспышка, боке
- Фронтальная камера: 20 Мп
- Сотовая сеть: 2G, 3G, 4G, FDD Band 1, 2, 3, 4, 5, 7, 8, 12, 17, 20, TDD Band 34, 38, 39, 40, 41
- Другое коммуникационное оборудование: Wi-Fi b/g/n/ac, Bluetooth 5.0, NFC, aptX-HD
- Навигация: GPS, ГЛОНАСС, Galileo, BeiDou
- Дополнительно: сканер отпечатков пальцев, возможность разблокировки по лицу, датчик приближения, гироскоп, акселерометр, электронный компас, вибромотор, барометр, датчик Холла, датчик освещенности, разъём Type-C
- Батарея: 3400 мАч, быстрая зарядка Qualcomm Quick Charge 4.0
- Габариты: 154,9 x 74,8×7,6 мм
- Вес: 175 г

## Защита
Экран и задняя стенка защищены олеофобным покрытием. В наличии нет сертификации IP (защита от воды и пыли)

## Продажи
Xiaomi Mi 8 был анонсирован 31 мая 2018 года. Продажа устройства началась 5 июня 2018 года в Китае, при этом за 37 секунд была раскуплена первая партия телефонов.
В России продажи начались 8 августа. Модель доступна в трех цветах: синий, черный и белый.
Стоимость Xiaomi Mi 8 не снижалась долгое время и составляла $468, но в мае 2019 года в преддверии выхода Redmi 855, компания Xiaomi сообщила о снижении цены до $300. Таким образом цена на Xiaomi Mi 8 и на Xiaomi Mi 9 SE сравнялись.
Mi 8 lite младшая верcия Mi 8 на процессоре Snapdragon 660 с уменьшеными характеристиками, но и ценой в 200$

## Доступные прошивки
На Xiaomi Mi 8 доступно как официальные, так и неофициальные прошивки.
Доступны официальные прошивки MIUI для разных регионов и неофициальные, модифицированные Xiaomi.eu.
Список неофициальных прошивок:

##### Android 11 R
Pixel Experience, Pixel Experience+; Android 11 R
LineageOS 18.1; Android 11 R
YAAP(Yet Another AOSP Project); Android 11 R
dotOS; Android 11 R
Resurrection Remix; Android 10 Q

##### Android 10 Q
crDroid; Android 10 Q
Paranoid Android; Android 10 Q
Pixel Experience(+); Android 10 Q
AOSP Extended; Android 10 Q
The PixelROM; Android 10 Q

##### Android 9 P
Syberia Project
Flyme 8
NitrogenOS

##### Linux прошивки
Ubuntu Touch
Droidian(пока работает плохо, много чего надо починить)